# Цветан Димов
Цветан Георгия Димов, известен още като Целе Чаирчанец, е югославски партизанин и деец на НОВМ.

## Биография
Роден е на 5 март 1910 година в Скопие. През 1928 година става активист на синдикатите. От 1933 година е член на ЮКП. Между 1936 и 1940 година организира стачки. По-късно е член на Местния комитет и Покрайненския комитет на ЮКП. Отделно е секретар на Покрайненския комитет за Червена помощ. Участва в Илинденските демонстрации, а на 22 август 1942 година взема участие и в създаването на Скопски народоосвободителен партизански отряд. Арестуван е през юли 1942 година и убит от българската полиция. Според Кочо Битоляну, Мане Мачков и Крум Панков са физическите убийци на партизанина Цветан Димов. Провъзгласен е за народен герой на Югославия на 29 юли 1945 година.